# 日本司法支援センター評価委員会
日本司法支援センター評価委員会（にほんしほうしえんセンターひょうかいいんかい）は、日本の法務省の審議会等の一つ。総合法律支援法に基づき、日本司法支援センターに関する事務を処理させるため設置されている。庶務担当部局課は法務省大臣官房司法法制部司法法制課である。

## 所掌事務
- 支援センターの業務の実績に関する評価に関すること。
- その他総合法律支援法によりその権限に属させられた事項を処理すること。
- その他政令により定められた事項。

## 委員
2018年11月22日現在、日本司法支援センター評価委員会委員は以下の10名である。
- 池亀由紀江（司法書士）
- 伊藤眞（日本大学大学院法務研究科客員教授）
- 内田正之（弁護士）
- 奥山弘幸（公認会計士）
- 長内行雄（弁理士）
- 栃木力（東京高等裁判所判事）
- 鳥本喜章（公証人）
- 中村美華（メタウォーター株式会社法務部長）
- 増田悦子（全国消費生活相談員協会理事長）
- 山中昭栄（一般財団法人地方自治研究機構理事長）

また、臨時委員及び専門委員を置くことができる。